# Helsingfors stift

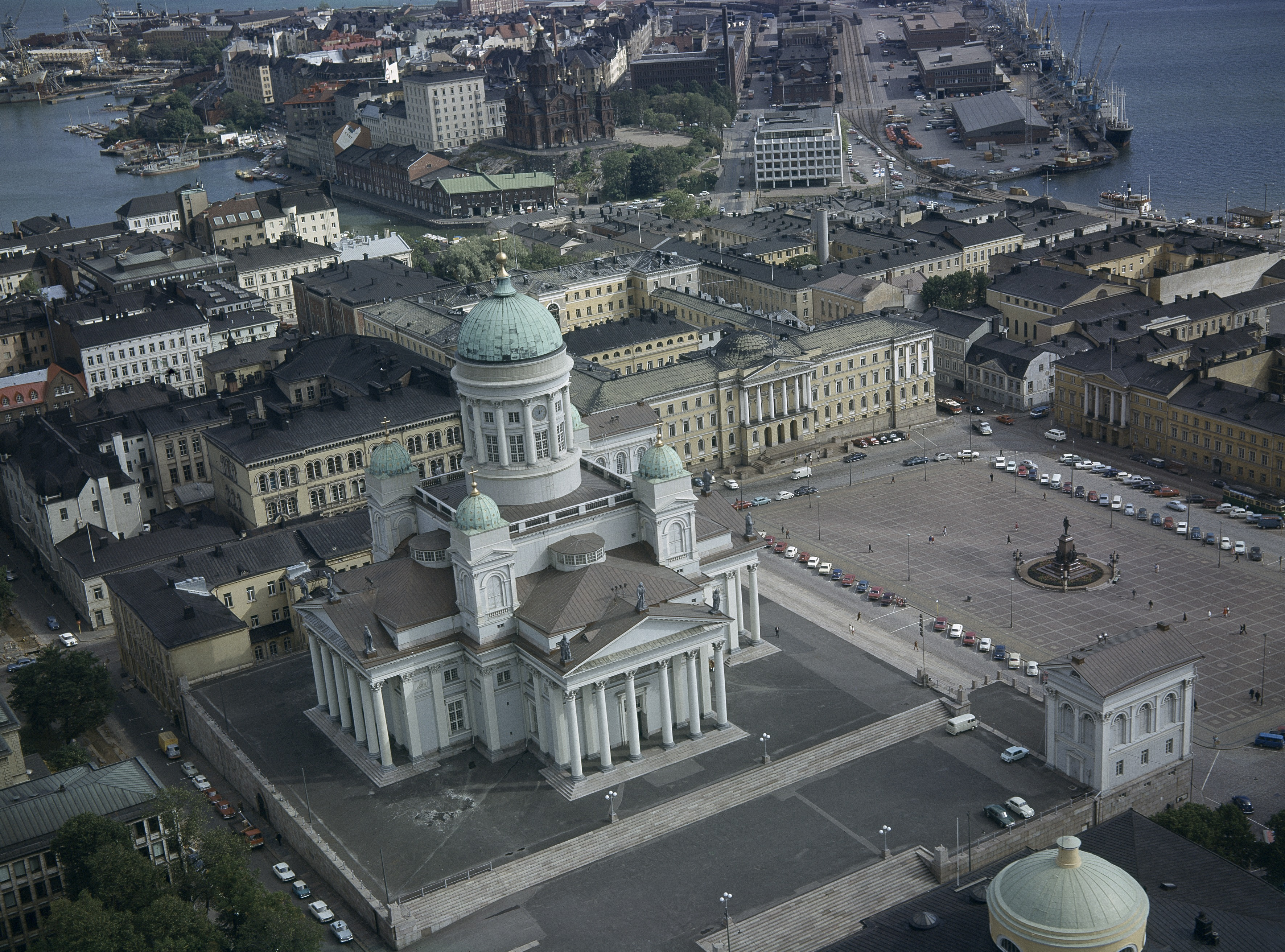
Helsingfors domkyrka

Helsingfors stift är ett av nio stift inom Evangelisk-lutherska kyrkan i Finland. Stiftet grundades år 1959 genom utbrytning ur Tammerfors stift. Som domkyrka för stiftet används Helsingfors domkyrka (förr Storkyrkan och Nikolajkyrkan). Sedan år 2017 fungerar Teemu Laajasalo som biskop för stiftet.
På grund av den stora inflyttningen till huvudstadsregionen beslöt man år 2004 att ytterligare dela Helsingfors stift i två delar genom att avskilja Esbo stift från stiftet.
Helsingfors stift är indelat i sex prosterier och 30 församlingar.

## Prosterier i Helsingfors stift
1. Domprosteriet
2. Hoplax prosteri
3. Malms prosteri
4. Botby prosteri
5. Vanda prosteri
6. Borgå prosteri

## Biskopar i Helsingfors stift
- Martti Simojoki 1959–1964
- Aarre Lauha 1964–1972
- Aimo T. Nikolainen 1972–1982
- Samuel Lehtonen 1982–1991
- Eero Huovinen 1991–2010
- Irja Askola  2010–2017
- Teemu Laajasalo 2017–